# محمد اسماعیل خان
امیر محمد اسماعیل خان (متولد سال ۱۳۲۷ سبزوار /شیندند هرات)، سیاستمدار، رهبر جهادی، استاندار هرات و وزیر پیشین وزارت انرژی و آب افغانستان در دورهٔ دولت حامد کرزی بود. او در سال 1392 ، معاونِ دستیار نخست در دستهٔ انتخاباتی عبدالرسول سیاف در انتخابات ریاست جمهوری ۱۳۹۳ با عبدالوهاب عرفان (دستیار دوم) وارد کار انتخاباتی شد ، و از سمت وزارت کناره‌گیری کرد. در ۱ دی ۱۴۰۱ خورشیدی شورای اسلامی انسجام مقاومت مردم افغانستان موجودیت و انسجامش را برای مقاومت در برابر طالبان به رهبری امیر محمد اسماعیل خان در مشهد اعلام رسمی نمود.

## پیشینه

### تولد
محمداسماعیل‌خان در سال ۱۳۲۷ خورشیدی در روستای نصرآباد از توابع شیندند/سبزوار هرات، در غرب افغانستان زاده شد.
او پس از پایان آموزش‌های ابتدایی، وارد دبیرستان نظامی (پشتو: حربی شونزی) و سپس دانشگاه رزمی (پشتو: حربی پوهنتون) شد.
اسماعیل خان پیش از آمدن شوروی در افغانستان، به عنوان افسر با رتبه جکتورن/ سروان در فرقه/ پادگان شمارهٔ ۱۷ هرات خدمت می‌کرد.

### پیوستن به مجاهدین
با آغاز جنگ‌های مجاهدین افغانستان در برابر شوروی سابق، اسماعیل خان به جمع مجاهدین پیوست.
اولین فعالیت او در جمع مجاهدین، مربوط به بعد از قیام بیست و چهار حوت/ اسفند ۱۳۵۷ خورشیدی است. در این قیام، شمار زیادی از مردم هرات و نظامیانی که در بپاخیزی شرکت داشتند، به همراه صدها مشاور روسی کشته شدند. برخی منابع موثق، رقم بیش از ۲۵٬۰۰۰ کشته را به این بپاخیزی نسبت می‌دهند.
گفته می‌شود پس از سرکوبی این قیام توسط دولت کابل که به کمک روس‌ها صورت گرفت، نیروهای مسلح فرقه/ پادگان هرات از فرمان‌های دولتی در سرکوب مردم سرپیچی کردند و دست به مقاومت در برابر دولت کمونیستی زدند.
پس از آن اسماعیل خان و دیگر افسرانی که دست به سلاح برده بودند، از نگاه حکومت کابل، یاغی به حساب می‌آمدند؛ چون در برابر حکومت زیر حمایت شوروی در کشور وارد جنگ شده بودند.

### فرمانروایی بر هرات
هنگامی که حکومت کمونیستی افغانستان در آغاز دهه هفتاد خورشیدی (دهه نود میلادی)، در سراشیبی سقوط قرار گرفت و نجیب الله، آخرین رئیس‌جمهور نظام کمونیستی افغانستان، پذیرفت که حکومت را به شورای رهبری مجاهدین بسپارد، درست ۹ روز پیش از ورود مجاهدین به کابل، اسماعیل خان به همراه نیروهای تحت امرش، وارد شهر هرات در غرب کشور شد و کنترل آن را در دست گرفت.
اسماعیل خان تا سال ۱۳۷۴ خورشیدی، فرماندهٔ قدرتمند قل اردو (لشکر) شمارهٔ چهار ارتش افغانستان در غرب کشور و والی (استاندار) ولایت هرات بود.
او در غرب کشور یکی از حامیان عمدهٔ دولت برهان الدین ربانی در کابل بود.
این فرماندهٔ جمعیت اسلامی افغانستان، در سال ۱۳۷۴، از شمال با شبه نظامیان ازبک تبار تحت امر ژنرال عبدالرشید دوستم و از جنوب، با نیروهای شورشی تازه شکل گرفته طالبان می‌جنگید.

### سقوط هرات به دست طالبان
اسماعیل خان تا اواسط سال ۱۳۷۴ سرگرم نبرد با طالبان بود و موفق شد مواضع آن‌ها را تا نزدیکی ولایت هلمند در جنوب کشور عقب براند.
اما طالبان که تا آن زمان در جبهه کابل پیشرفت زیادی حاصل نکرده بودند، به حوزهٔ غرب توجه بیشتری کردند و بعد از نبردهای سنگین در ولایت فراه موفق به تصرف شهر هرات شدند.
با تصرف هرات توسط طالبان اسماعیل خان جبهه‌ای به نام امارت عمومی حوزه جنوب غرب تشکیل داد و اندکی بعد، به همراه گروهی از مجاهدین تحت امر خود، به مناطق مرکزی و شمال افغانستان رفت و به جنگ علیه طالبان ادامه داد.

### اسارت به دست طالبان
حضور اسماعیل خان در شهر فاریاب در شمال افغانستان، با یک سلسله معاملات پنهان سیاسی میان شبه نظامیان ازبک به رهبری ژنرال عبدالملک و شورشیان طالبان همراه بود، که در اثر پیوستن ژنرال ملک به طالبان، اسماعیل خان به همراه جمعی از هم رزمانش در هنگام مهمانی در حال غذا خوردن توسط ژنرال ملک دستگیر و به تاریخ ۲۸ ثور ۱۳۷۶ به طالبان تسلیم شد.
طالبان به مدت سه سال اسماعیل خان را در اسارت داشتند و در این مدت، میرویس صادق پسر اسماعیل خان از ارتفاعات شرق ولایت هرات سرپرستی امارت عمومی حوزه جنوب غرب را به عهده داشت.

### فرار از زندان و بازگشت به جنگ
اسماعیل خان در سال ۱۳۷۷ از زندان سرپوزه قندهار از چنگ طالبان گریخت و به همراه سرباز طالبان که به او در فرار از زندان کمک کرده بود، در ولسوالی چهاربرجک ولایت نیمروز به حاجی کریم براهویی فرمانده جبهه نیمروز (از متحدانش) پیوست و در نهایت وارد ایران شد.
او بار دیگر با پیوستن به ائتلاف شمال که ائتلافی از گروهای مخالف طالبان در افغانستان بود با تشکیل جبهه دیگری، به مناطق مرکزی و شمال افغانستان رفت و تا زمان فروپاشی طالبان با حمله ائتلاف بین‌المللی ضد تروریسم (به رهبری آمریکا) به عملیات نظامی ادامه داد تا سرانجام با فروپاشی طالبان، در ماه عقرب (آبان) ۱۳۸۰، دوباره وارد هرات شد.
بدین ترتیب، اسماعیل خان برای دومین بار به حاکمیت هرات دست یافت.

### بازسازی هرات
اسماعیل خان این بار با تجربیاتی که از دوره نخست حکومت خود بر هرات به دست آورده بود، تغییرات زیادی در این شهر به وجود آورد و با اتکا به درآمد گمرک این ولایت، بازسازی و سازندگی پروژه‌هایی را در این شهر اجرا کرد.
از پروژه‌های مهم دوره اسماعیل خان، قرارداد خریداری برق بیست و چهار ساعته از ترکمنستان و ایران برای ولایت هرات، ساخت پروژه بزرگ دانشگاهی هرات که پس از برکناری او از قدرت، نیمه کاره باقی ماند، احداث شهرک صنعتی هرات و عقد قرار داد با شرکت ۱۱۰ ایران، برای آسفالت و بازسازی تمام خیابان‌ها و جاده‌های شهر هرات بود.
در دوره فرمانروایی اسماعیل خان در هرات، پارک‌ها و مراکز تفریحی زیادی در هرات ساخته شده و بخش زیادی از جاده‌ها و خیابان‌های آن آسفالت شد.
ضمن اینکه برخی منتقدان اسماعیل خان معتقدند، که او سهم مناسبی از درآمد گمرک هرات را صرف بازسازی این ولایت نکرده است.

### فراتر از یک والی
اسماعیل خان در حوزه غرب افغانستان، حاکمیتی نسبتاً مستقل از مرکز ایجاد کرده بود. او در راس تشکیلاتی که امارت عمومی حوزه جنوب غرب می‌خواند، افزون بر هرات، بر ولایت‌های همسایه آن مانند بادغیس، غور، فراه و نیمروز هم تسلط داشت و حتی در عزل و نصب مقامات محلی این ولایات دخالت می‌کرد.
دولت کابل به ریاست حامد کرزی، در سال ۲۰۰۳ میلادی، به منظور توسعه نفوذ خود به سراسری کشور، زون‌ها یا حوزه‌های حکومتی را لغو کرد و به این ترتیب، امارت عمومی حوزه جنوب غرب نیز، منحل شد.
اسماعیل خان در تشکیل حکومت حوزه‌ای (یا به عبارتی ملوک الطوایفی) تنها نبود، بلکه عبدالرشید دوستم در شمال، حوزه شمال را تشکیل داده بود، گل آقا شیرزی در حوزه جنوب و حاجی دین محمد در شرق، عبدالکریم براهویی بر نیمروز حکومت می‌کرد. تمامی این حوزه‌ها، به فرمان حامد کرزی لغو شد. از آن پس، اسماعیل خان، دیگر امیر عمومی حوزه جنوب غرب نبود، همچنان که دوستم، دین محمد و شیرزی هم از آن پس باید به حکومت در ولایت‌های خودشان بسنده می‌کردند.
در مرحله بعدی، دولت کابل تلاش کرد قدرت فرماندهان محلی مانند دوستم، شیرزی، اسماعیل خان و دین محمد را هم در ولایتشان کمتر کند. به این منظور، حامد کرزی فرمانی صادر کرد که بر اساس آن، هر فرد باید در یک زمان، فقط یک وظیفه می‌داشت. اسماعیل خان نیز پس از اصرار مرکز، میان فرماندهی قل اردو (لشکر) هرات و مقام ولایت (استانداری)، دومی را برگزید.

### جنگ‌های داخلی در هرات
در سال ۲۰۰۴ میلادی، ولایت هرات شاهد چند درگیری خونین میان نیروهای دولتی تحت امر اسماعیل خان و دیگر فرماندهان محلی بود.
هواداران اسماعیل خان معتقد بودند که بیشتر این درگیریها، به تحریک دولت کابل، به منظور سست کردن بنیاد حکومت اسماعیل خان در هرات انجام می‌شود.
در یکی از این درگیری‌ها، در ماه مارس سال ۲۰۰۴ میلادی، حمل (فروردین) سال ۱۳۸۳ خورشیدی، میرویس صادق فرزند اسماعیل خان که در آن زمان وزیر هوانوردی در کابینه حامد کرزی بود، طی یک درگیری با نیروهای تحت امر ظاهر نایب زاده، فرمانده فرقه (تیپ) شماره هفده هرات کشته شد.
اما درست پنج ماه بعد از این درگیری‌های خونین، در ماه اوت (اگوست) سال ۲۰۰۴ میلادی، فرماندهان شبه نظامی، از چهار جهت به مواضع اسماعیل خان در ولایت هرات حمله کردند.
امان‌الله نیکزاد (معروف به امان‌الله گی) از شیندند در جنوب هرات، ابراهیم و ظاهر نایب زاده هم از سه جهت دیگر در کشک رباط سنگی، کرخ و چشت، در حمله هماهنگ علیه اسماعیل خان شرکت داشتند و حتی تا نزدیکی هرات نیز رسیدند.

### برکناری از ولایت هرات
طرفداران اسماعیل خان معتقد بودند که این درگیری‌ها، همه توطئه دولت کابل است.
اسماعیل خان در ماه سپتامبر سال ۲۰۰۴ از طرف حامد کرزی رئیس وقت دولت انتقالی افغانستان از مقام ولایت هرات برکنار شد و به عنوان وزیر صنایع، به مرکز فراخوانده شد. اما او این مقام را نپذیرفت و گفت حاضر است در خانه بماند.
با پیروزی حامد کرزی در انتخابات ریاست جمهوری افغانستان در ماه اکتبر سال ۲۰۰۵، اسماعیل خان هم به عنوان وزیر انرژی به مرکز رفت و بعدها از پارلمان منتخب مردم افغانستان، رای اعتماد گرفت.

## هجوم طالبان ۱۴۰۰
در اواسط تابستان 1400 خورشیدی ، اسماعیل خان، صدها وفادار خود را در هرات برای حمایت از نیروهای مسلح افغانستان برای دفاع از شهر در برابر حمله طالبان بسیج کرد. با وجود این، شهر در 22 مرداد 1400 سقوط کرد. پس از تلاش برای فرار با هلیکوپتر، اسماعیل خان توسط طالبان اسیر شد. تبلیغات طالبان کمی بعد با وی مصاحبه کردند و مدعی شدند که او و نیروهایش به آن‌ها پیوسته‌اند. وی در تاریخ بیست و پنجم مرداد آزاد و به مشهد وارد شد و هم‌اکنون در مشهد به سر می‌برد.

## حقوق بشر
همانند بسیاری از فرماندهان محلی، و حتی شماری از اعضای کابینه و نمایندگان پارلمان افغانستان، نام اسماعیل خان نیز در گزارش‌های برخی سازمان‌های مدافع حقوق بشر، به عنوان ناقض حقوق بشر ذکر شده است اما اسماعیل خان این ادعا را رد می‌کند.

## فرزندان
او به غیر از میرویس صادق که در سال ۱۳۸۳ توسط ظاهر نایب زاده کشته شد، دو پسر دیگر به نام‌های یاسر و طاها و یک دختر دارد.